# 蓮美カレン
蓮美 カレン（はすみ かれん、1988年2月24日 - ）は、日本のAV女優。趣味は、ショッピング。

## 略歴
- 2007年12月 - 「蓮美カレン DEBUT」でアリスJAPAN専属女優としてAVデビュー。

## 作品

### アダルトビデオ
※すべてアリスJAPANより、レンタル、発売。
- 蓮美カレン DEBUT（2007年12月14日）
- 「41回アクメ」（2008年1月11日）
- 蓮美カレンがセックスで応援!!（2008年2月8日）
- 乱交（2008年3月14日）
- 潮吹き連続絶頂（2008年4月11日）
- ネットリお掃除フェラ（2008年5月9日）
- アリスJAPAN GOLD プロデューサーが選んだ人気女優ベス20［2001年～2007年］（2008年9月12日）他出演:七海なな、麻美ゆま、松島かえで、みひろ、美竹涼子、萩原舞、小沢なつき、佐山愛、美上セリ、天海麗、彩名杏子、神谷沙織、桜井彩美、佐藤ローラ、篠原もえ、来生ひかり、Rina、若菜ひかる、秋山かすみ
- アリスピンクファイル（2008年12月12日）

### イメージビデオ
- ジューシーハニー （2008年5月29日、オルスタックピクチャーズ）
- どっきりガールズ（2009年11月29日、キュープラス）